# Leopold Berlinerblau
Leopold Berlinerblau (ur. 27 grudnia 1901 w Warszawie, zm. 30 kwietnia 1940 w Katyniu) – polski lekarz laryngolog żydowskiego pochodzenia, podporucznik lekarz Wojska Polskiego, ofiara zbrodni katyńskiej.

## Życiorys
Syn Szai Izaaka i Malki Kirszencwejg. Ukończył Szkołę Handlową Zgromadzenia Kupców w Warszawie, świadectwo dojrzałości uzyskał w 1921. Uczestnik wojny polsko-bolszewickiej. Ukończył studia na Wydziale Lekarskim Uniwersytetu Wileńskiego, po uzyskaniu tytułu doktora wszechnauk lekarskich był hospitantem w klinice otorynolaryngologii USB (do sierpnia 1929), a od czerwca 1930 socjalizował się w niej pod kierunkiem Jana Szmurły. Badania Berlinerblaua dotyczyły głównie twardzieli nosa.
Na stopień podporucznika rezerwy został mianowany ze starszeństwem z 1 stycznia 1933 w korpusie oficerów sanitarnych, grupa lekarzy. W 1934, jako oficer rezerwy pozostawał w ewidencji Powiatowej Komendy Uzupełnień Wilno Miasto i posiadał przydział do Kadry Zapasowej 3 Szpitala Okręgowego w Grodnie.
W czasie kampanii wrześniowej 1939, po agresji ZSRR na Polskę, w nieznanych okolicznościach dostał się do niewoli sowieckiej. Przebywał w obozie jenieckim w Kozielsku. 28 kwietnia 1940 został przekazany do dyspozycji naczelnika Zarządu NKWD Obwodu Smoleńskiego. 30 kwietnia 1940 zamordowany w Katyniu i tam pogrzebany w bezimiennej mogile zbiorowej, gdzie od 28 lipca 2000 mieści się oficjalnie Polski Cmentarz Wojenny w Katyniu. Figuruje na liście wywózkowej 052/3 z kwietnia 1940.
5 października 2007 minister obrony narodowej Aleksander Szczygło mianował go pośmiertnie na stopień kapitana. Awans został ogłoszony 9 listopada 2007 w Warszawie, w trakcie uroczystości „Katyń Pamiętamy – Uczcijmy Pamięć Bohaterów”.

## Prace
- Nowy sposób leczenia przewlekłych ropotoków ucha środkowego. Wiedza Lek 9, 3, s. 63-70 (1935)
- Przypadek promienicy krtani. Wiedza Lek 9, 12, s. 321-323 (1935)
- Serologja, bakterjologja i symptomatologja twardzieli. Polska Gazeta Lekarska 11, 31, s. 571-576 (1932)